# Хокеј на трави на Летњим олимпијским играма 1920.
Такмичења у хокеју на трави на 7. Летњим олимпијским играма у Антверпену 1920. године одржавала су се од 1. до 5. септембра. Учествовале су 4 репрезентације 

## Земље учеснице
- Белгија
- Данска
- Француска
- Уједињено Краљевство

## Систем такмичења
Репрезентације су се такмичиле по једноструком лига систему (свако са сваким по једну утакмицу). За победу су се добијала 2 бода, за нерешено 1 бод, а за пораз ништа.

## Резултати
| Датум        | Репрезентација       | Резултат | Репрезентација |
| ------------ | -------------------- | -------- | -------------- |
| 1. септембар | Уједињено Краљевство | 5 : 1    | Данска         |
| 1. септембар | Белгија              | 3 : 2    | Француска      |
| 3. септембар | Уједињено Краљевство | 12 : 1   | Белгија        |
| 3. септембар | Данска               | 9 : 1    | Француска      |
| 4. септембар | Уједињено Краљевство | сл.      | Француска      |
| 5. септембар | Данска               | 5 : 2    | Белгија        |

## Коначна табела
| #  | Репрезентација       | И | Д | Н | ИЗ | ГД | ГП | ГР  | Бод |
| -- | -------------------- | - | - | - | -- | -- | -- | --- | --- |
| 1. | Уједињено Краљевство | 3 | 3 | 0 | 0  | 17 | 2  | 15  | 6   |
| 2. | Данска               | 3 | 2 | 0 | 1  | 15 | 8  | 7   | 4   |
| 3. | Белгија              | 3 | 1 | 0 | 2  | 6  | 19 | -13 | 2   |
| 4. | Француска            | 3 | 0 | 0 | 3  | 3  | 12 | -9  | 0   |

| 2° место Данска 1° титула | Победник Олимпијског турнира у хокеју на трави 1920. Уједињено Краљевство 2° титула | 3° место Белгија 1° титула |

## Састави екипа победница
| 1 | Уједињено Краљевство | Чарлс Аткин, Џон Бенет, Колин Кембел, Харолд Каселс, Харолд Кук, Ерик Крокфорд, Реџиналд Крамак, Хари Хаслам, Артур Лејтон, Чарлс Маркон, Џон Макбрајан, Џорџ Макграт, Стенли Шавелер, Вилијам Смит, Сирил Вилкинсон       |
| 2 | Данска               | Ханс Бјерум, Ејвинд Блах, Нилс Блах, Стен Ди, Торвалд Ејгенброд, франдс Фабер, Ханс Јерген Хансен, Ханс Херлак, Хенинг Холст, Ерик Хустед, Паул Мец, Андреас Расмусен                                                      |
| 3 | Белгија              | Андре Беке, Пјер Шибер, Раул Дофрен де ла Шевалери, Фернан де Монтињи, Шарл Делелјен, Луи Дирсон, Роберт Геверс, Адолф Гемер, Шарл Гнијет, Рајмонд Кепенс, Рене Страувен, Пјер Валке, Маурис ван ден Бемден, Жан ван Нерон |